# Atón
Atón (cuyo nombre significa ‘todo’ o ‘completoʼ en egipcio) se cree que era una deidad solar del Antiguo Egipto que representaba al disco solar en el firmamento. Se consideraba, en la mitología egipcia, el espíritu que alentaba la vida en la Tierra. El rey Akenatón, en el decurso de su reinado, veneró a Atón pretendiéndolo como divinidad única y exclusiva.
En los primeros mitos sobre la creación de Egipto se afirma que él es el creador supremo.

Iconografía de Atón.

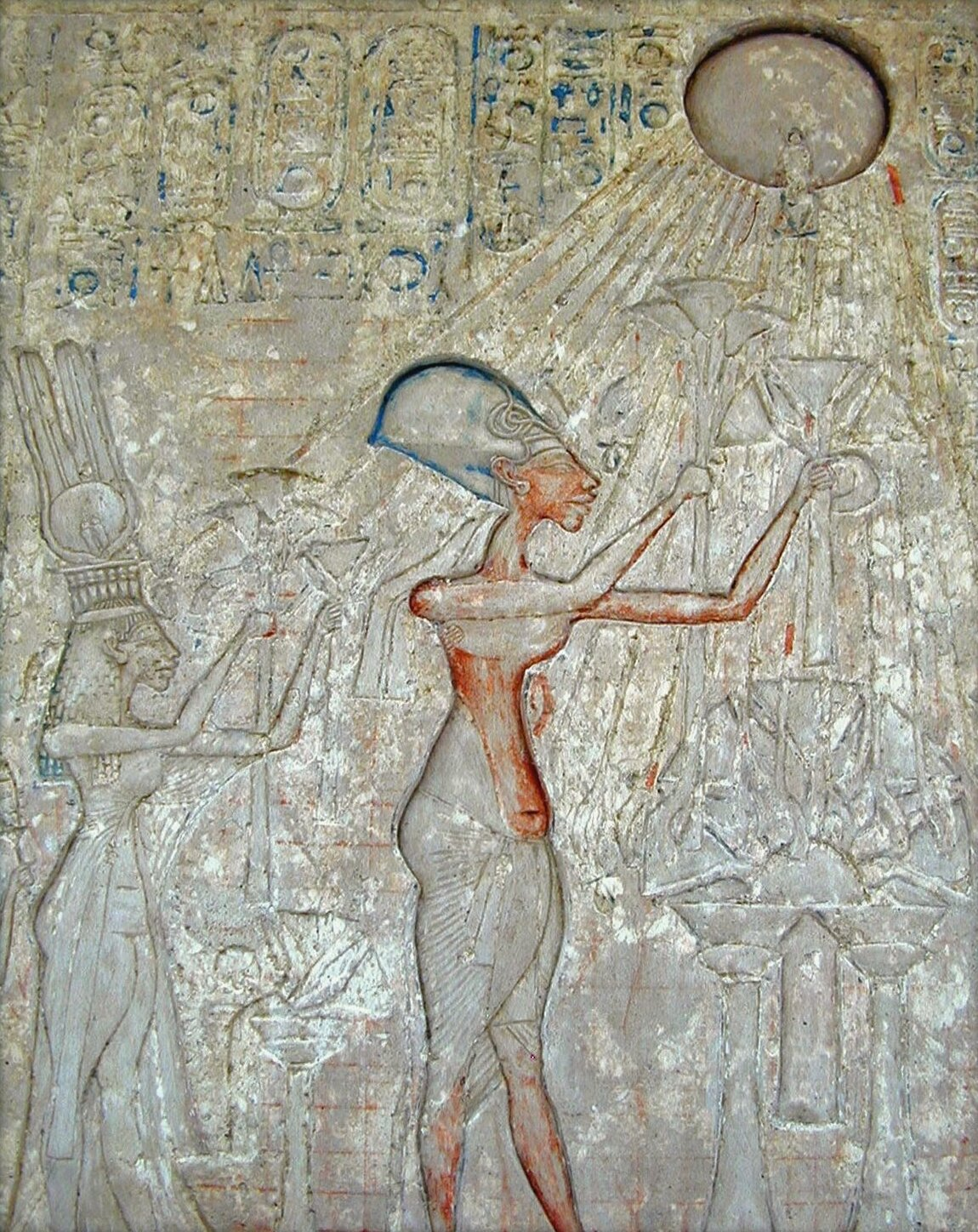
Akenatón y su familia adorando a Atón.

Nombre egipcio: Aten. Nombre griego: Atón.

## Iconografía
En los primeros tiempos se representó como un hombre con cabeza de halcón (igual a la representación del Ra-Harajti heliopolitano), después como disco solar del cual surgían rayos con manos extendidas hacia los creyentes, o sujetando signos de la vida. Así, después se consideró que Atón, por naturaleza, estaba en todas partes y era intangible porque era la luz del sol y la energía del mundo. Por lo tanto, no tenía las representaciones físicas que tenían otros dioses egipcios; era representado por el disco solar y manos como rayos de luz. La explicación de por qué Atón no podía ser representado completamente era porque Atón estaba más allá de la creación. Así, las escenas de los dioses esculpidas en piedra, que antes representaban animales y formas humanas, ahora mostraban a Atón como un orbe en lo alto con rayos vivificantes que se extendían hacia la figura real. Este poder trascendía la forma humana o animal.
Más tarde, se impuso la iconoclasia, e incluso las representaciones de discos solares de Atón fueron prohibidas en un edicto emitido por Akenatón. En el edicto, estipuló que el nombre de Atón debía escribirse fonéticamente.

## Mitología
En la antigüedad era el disco solar del cielo, la fuerza vital que animaba todo lo que había en la Tierra. 
En la época de Amarna, Atón era un dios de bondad infinita, el que vivificaba la Justicia y el Orden cósmico, Maat, favoreciendo a todos los hombres por igual. El soberano era su enviado, y su profeta en la tierra, el único digno de inmortalidad. 

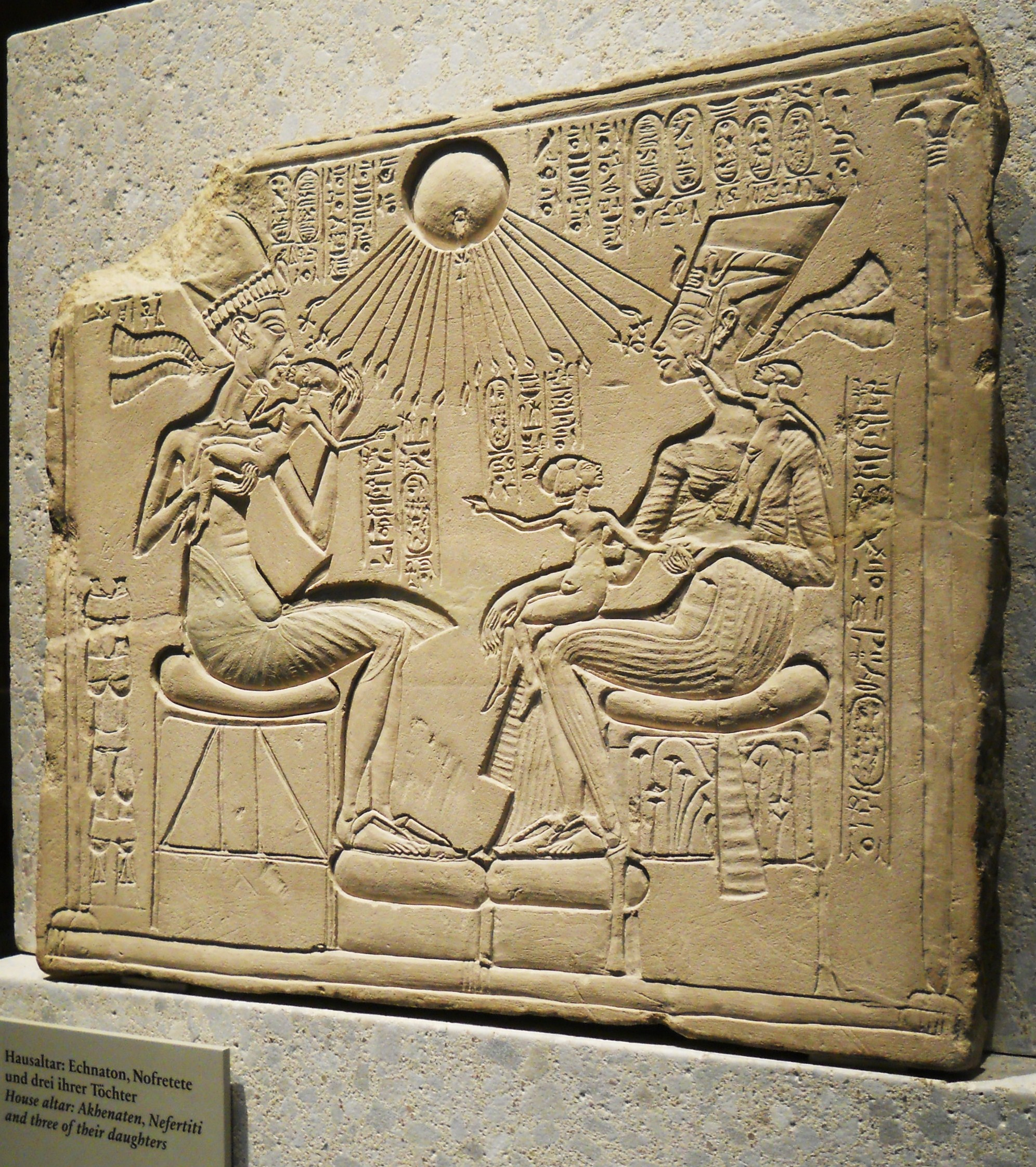
Estela en piedra caliza monstrando a Ajenatón, Nefertiti y sus hijas. Del período de Amarna, c. 1350 a. C.

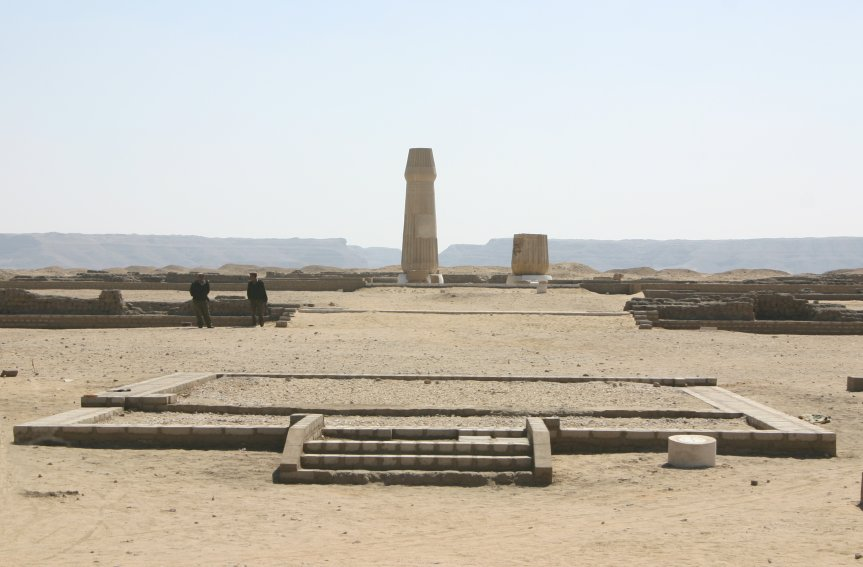
Ruinas del Pequeño Templo del Atón en Amarna.

## Sincretismo
Fue identificado con Tot, en su forma nocturna, llamándole "Atón de Plata".
En los nueve primeros años del periodo amarniense, Atón es identificado con Ra-Horajti y Shu como símbolo de luz, siendo "Ra, Soberano de Ajti, activo en Ajet". Ra pudo ser la esencia del Disco Solar, a la que se fusionará el rey, que es llamado Ua-en-Ra, "Uno en Ra" o "Su cuerpo es Atón".

## El culto a Atón
El culto a Atón data del Imperio Nuevo de Egipto. Tutmosis IV y Amenhotep III le habían rendido veneración, convirtiéndose en culto monoteísta, o preferentemente henoteísta, durante la reforma religiosa del faraón Amenhotep IV "Amón está satisfecho", quien cambió su nombre por el de Ajenatón "Resplandor de Atón" o "Útil a Atón", en el siglo XIV a. C.
Su principal templo estaba en la ciudad de Ajetatón "El Horizonte de Atón", en la actual Amarna. El Himno a Atón, grabado en un muro de la tumba de Ay, y escrito por Ajenatón, es uno de los más bellos exponentes literarios de la cultura egipcia. 
Cuando se estudia profundamente la nueva religión de Ajenatón, lo primero que se observa es una lucha obstinada por no dejarla exclusivamente en manos de los sacerdotes. Solo existe un máximo representante de la misma: el faraón al hacerse llamar sumo sacerdote de Ra-harajti, “Aquel que se regocija en el horizonte”.
Gran parte del clero, al perder sus privilegios, se opuso al culto preferente a Atón y los egipcios siguieron venerando a sus antiguos dioses para pedirles protección de las enfermedades o la resolución de sus necesidades más acuciantes. Se trató de crear un nuevo culto más sencillo al Atón, pero no dejó de ser más abstracto e intelectual.
Tras la muerte de Ajenatón se volvió paulatinamente a la situación anterior y, posteriormente, se abandonó Ajetatón (Amarna) y, a la ascensión de la Dinastía XIX, se pretendió borrar todo vestigio de la aventura teocrática de Amarna.

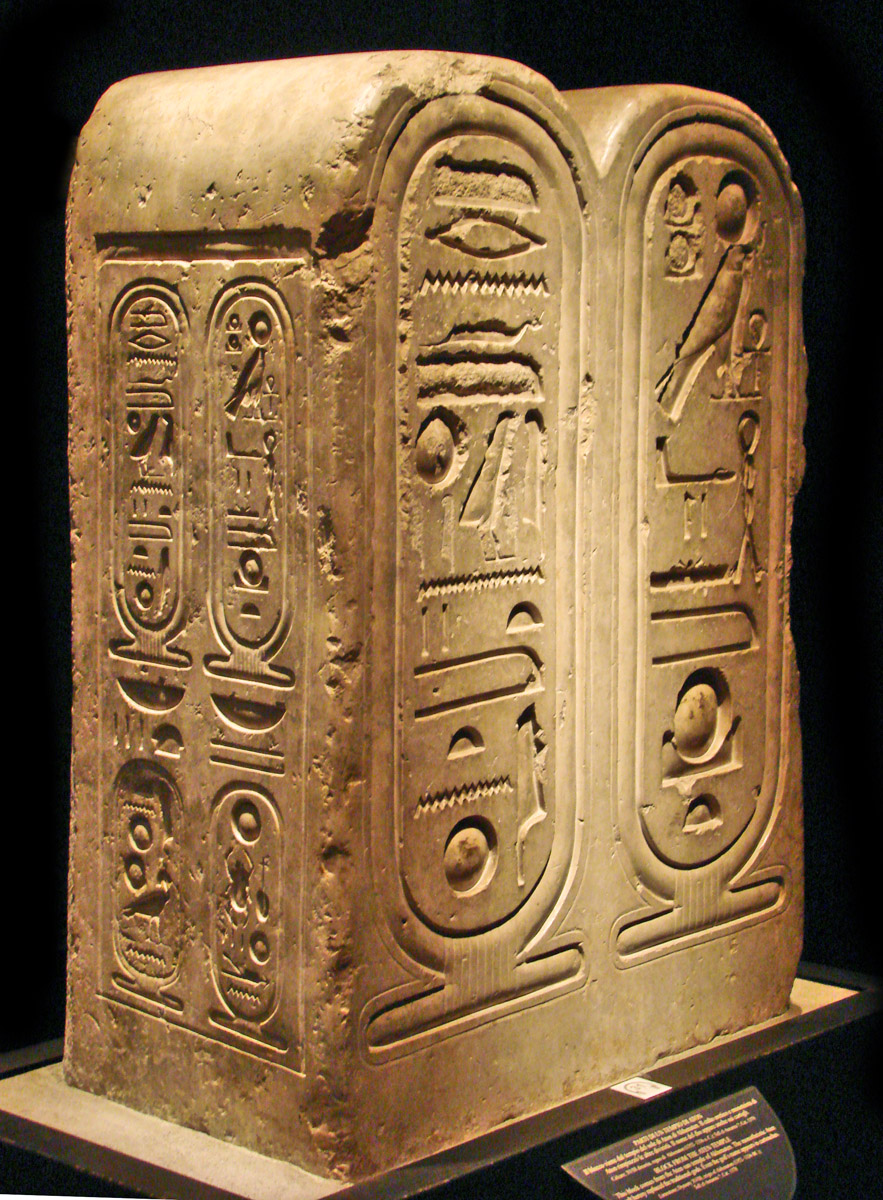
Estela del templo de Atón, el culto monoteísta del Sol promovido por Akenatón en Amarna (1352-1336 a. C.).

## La nueva religión

### Atón era el Sol
También se comprueba que Aton era el Sol, lo que no resulta ninguna novedad, ya que en una estela de la XII dinastía se puede leer: “El ascendió al cielo para fundirse con Atón el cuerpo del dios que lo había creado”. También el faraón Amosis, perteneciente a la XVIII dinastía, mando escribir: “Él fue soberano y gobernó sobre todo lo que abarcaba Atón. ”Muchos otros monarcas de Egipto concedieron una gran importancia al dios de Akenatón; sin embargo, ninguno de ellos se atrevió a considerarle el Único, el que debía estar sobre todos los demás dioses.
Frente a todas estas referencias el arqueólogo inglés T. E. Peet se muestra muy tajante, ya que no considera que hubiese ninguna muestra de idealismo en las decisiones de Akenatón:
Esa es una cuestión sobre lo que se ha dicho y escrito muchas barbaridades, porque en las investigaciones se concede un margen excesivo al romanticismo y a la fantasía. Verdaderamente, la apariencia del dios no deja entrever nada que haga verosímil esa fe tan ponderada; Atón no era el disco solar en un sentido físico, sino “la energía que entraña”. Cabe afirmar, por el contrario, que jamás se representó a un dios egipcio con un aspecto tan realista como este, pues bien la palabra Atón tiene idéntico significado porque era simplemente el vocablo usual para designar el disco solar en un sentido corpóreo y si acaso hubo alguna evolución auténtica en el nuevo ideario de Akenatón respecto al dios solar -como denotan la forma y el nombre-, se orientó sin duda hacia un materialismo todavía mayor. Nosotros no podemos respaldar la opinión de Peet, como probaremos al mostrar los himnos de Akenatón. Estos constituyen al credo de la nueva religión. Con los mismos se dejó a un lado la mitología para conceder un valor máximo a las imágenes exquisitas, aquellas que mejor pueden mostrar el entusiasmo que despierta la vida. Todas estas plegarias de júbilo debieron entonarse en las fechas más señaladas.

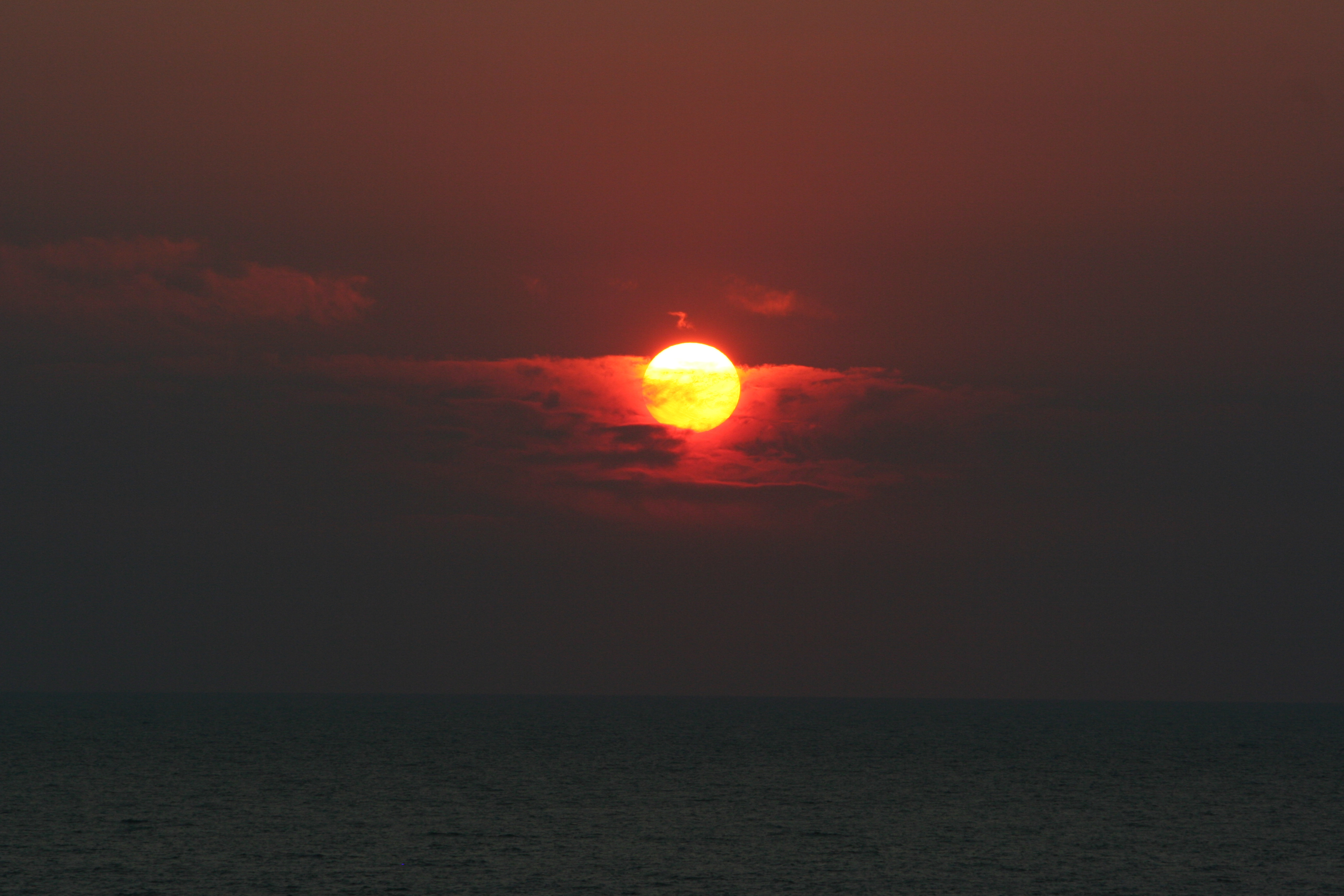
El dios Atón era la representación del Sol.

### El gran himno a Atón
El gran himno a Atón se encontró en la tumba del faraón Ay, que fue la “mano derecha” o el confidente de Akenatón.
Tu brillo en el borde del firmamento es hermoso.                                                                                          
¡Oh, Atón, viviente que has existido siempre!                                                                                            
Cuando te alzas en el borde oriental del cielo                                                                                           
colmas con tu belleza cada país.                                                                                                         
Pues eres hermoso, grande y chispeante,
te elevas con fuerza sobre la tierra;
tus rayos abrazan los países y lo que has creado.
Eres Ra, y has cautivado a todos ellos;
los encadenas por medio de tu amor.
Aunque estés lejos, tus rayos tocan la tierra; 
aunque te eleves muy alto tus pisadas son día.

#### La noche
Al sumergirte por el borde occidental del cielo,
el mundo queda en tinieblas, como muerto.
Todos duermen en sus estancias,
mantienen la cabeza cubierta,
la nariz taponada y no se contemplan entre sí.
Cualquiera podría arrebatarles sus bienes,
ocultos bajo sus cabezas,
sin que se enteraran.
Cada león sale de su caverna,
todas las serpientes atacan.
Reina la oscuridad, enmudece el mundo;
pues quien lo ha creado se ha ido
a descansar en los confines celestes.

#### El día y el hombre
Luminosa es la tierra 
Cuando te levantas en el extremo celeste,
cuando te presentas de día, como Atón.
La oscuridad queda desterrada
apenas nos envías tus rayos,
los dos países celebran cada día una fiesta,
alertas y bien firmes sobre sus pies
porque tu les has dado animo.
Se lavan y cogen sus ropas;
elevan los brazos para orar
tan pronto como aparecen.
Todos los seres humanos inician su trabajo.

#### El día, los animales y las plantas
Todo animal se recrea con sus pastos.
Todo árbol y plantas florecen,
las aves aletean sobre sus pantanos
y esas alas se elevan en oración hacia ti.
Todas las ovejas brincan…
viven tan pronto como tú te elevas sobre ellas

#### El día y el agua
Las embarcaciones navegan aguas arriba y aguas abajo,
cada vía está abierta porque tú la iluminas.
Los peces en la corriente saltan para ti,
y tus rayos llegan hasta el centro del gran mar.

#### Creación del hombre
Tú eres quien crea a los niños en las mujeres,
quien ha dado la semilla a los hombres;
quien infunde vida al hijo en las entrañas de su madre,
quien lo tranquiliza cuando llora,
eres el alma en el seno materno.
¡Eres quien procura aliento para animar todo cuanto él ha hecho!
Cuando él sale del cuerpo… el día de su nacimiento,
tú le abres la boca para que hable;
creas todo cuanto él necesita.

#### Creación de los animales
El polluelo pía ya en el cascarón,
tú le transmites tu aliento para animarlo allí.
Cuando lo has hecho hasta el colmo,
el cascarón puede romperse ya,
y entonces el sale del huevo
para piar con todas sus fuerzas;
mueve las patas y corretea por doquier
apenas surge del huevo.

#### Creación del universo
¡Cuan distintas son tus obras!
Se ocultan a nuestra mirada.
¡Oh, dios único, cuyo poder no tiene igual!
Tú creaste la tierra como lo deseabas
mientras estabas solo:
seres humanos, toda clase de animales, grandes y pequeños.
Todo lo que está arriba y se traslada con sus alas…
todo cuanto esta sobre la tierra,
lo que camina en ella
todo lo que está arriba y se traslada con sus alas,
los países sirio y nubio,
y el país egipcio; pusiste a cada cual en su lugar
y le diste cuanto necesitaba.
Cada uno tiene su propiedad 
y sus días están contados.
Sus lenguas hablan múltiples lenguajes,
asimismo sus formas y colores son diferentes…
¡sí, tú has hecho distintos a los hombres!

#### Riego de la tierra
Tú creaste al Nilo en ultratumba
y le hiciste surgir a tu albedrío
para que los hombres pudieran mantenerse en vida
tal como los hiciste,
¡tú, el soberano de todos ellos!
Tú, sol diario, terror de cada país remoto,
has creado también su vida.
Tú has puesto un Nilo en el cielo
para que se derrame sobre ellos,
y levantase olas como el mar
y riegue los campos alrededor de sus ciudades.
¡Qué magníficos son tus planes, señor de la eternidad!
El Nilo celeste es para los países extraños
y para las criaturas salvajes del desierto que se mueven con sus patas;
pero el Nilo (real) mana desde ultratumba para Egipto.
Así, tus rayos nutren cada huerto 
cuando te levantas, así viven y crecen para ti.

#### Las estaciones del año
Tú haces las estaciones del año
para realizar todas tus obras.
El invierno para refrescarlas, y también el calor del verano.
Has hecho el distante firmamento para ascender a él 
y contemplar desde el todo cuanto has creado
mientras estabas solo,
radiante es tu figura de Atón viviente.
Conteniendo riadas, resplandeciente,
distanciándote y regresando de nuevo.

#### Embellecimiento por medio de la luz
Has hecho millones de formas 
valiéndose de tu propio ser.
En ciudades, aldeas y caseríos,
sobre caminos o ríos…
todas las miradas se dirigen a ti 
cuando eres el sol diario brillando sobre la tierra.

#### Atón y el faraón
Tú estás en mi corazón,
ninguno que te conozca ocupa ese lugar
salvo mi hijo Akenatón,
Tú los has iniciado en tus planes,
en tu energía.
El mundo está entre tus manos
tal como lo has hecho.
Cuando te levantas, ellos (los seres humanos) viven,
cuando te acuestas, mueren.
Pues tú eres la vida misma
y uno vive por tu mediación.
Todos los ojos contemplan tu belleza
hasta que te sumerges.
Todo trabajo se interrumpe
cuando desapareces por Occidente.
Y al levantarte, cada cual reanuda su tarea
para crecer en el bien del Faraón.
Desde que fundaste la tierra la ordenaste como es debido,
la ordenaste para tu hijo
que ha nacido de ti,
el rey que vive de la verdad.
El señor de ambos países, Nefer-jeoperu-Ra, Ua-en-Ra,
hijo de Ra quien vive de la verdad.
El soberano de la corona, Akenatón, cuya vida sea larga;
(y para) la gran esposa real, amada por él,
soberana de ambos países, Nefer-neferu-Aton.
¡Viva y florezca para siempre jamás!

### El pequeño himno a Atón
Este himno estaba grabado en cinco de las sepulturas que fueron desenterradas en Tell-al Amarma (Aketatón). Puede afirmarse que la plegaria brotó de los mismos labios de Akenatón antes de que un escriba la copiara:
¡Oh, Atón siempre vivo, señor de la eternidad, eres esplendoroso cuando brotas! Te muestras brillante, perfecto, imponente. Tu amor es infinito, generoso. Tus rayos dan luz a todo los rostros, tu esplendor proporciona vitalidad a los corazones en el momento que alumbras las Dos Tierras con tu afecto. Dios adorable que se ha creado a sí mismo, que da forma a cada lugar en el que aparece, la totalidad de los hombres, las manadas y las reses, todos los bosques que extienden sus raíces en la tierra. Viven en el momento que tú apareces para beneficiarlos. Tú eres el padre y la madre de todo lo que ha sido creado.
Cuando surges, los ojos te ven admirados, tus rayos iluminan la tierra por completo. Todo corazón te alaba al contemplarte, en el instante que te muestras como su señor. Al ponerte en la zona de luz, en el occidente del firmamento, se tumban igual que si fallecieran, dejando la cabeza tapada, sus narices faltas de aire, hasta que resplandeces nuevamente en la región de la claridad con toda tu perfección. Se existe cuando tú brillas, y todas las regiones se sienten de fiesta.
Cantantes y músicos gritan de júbilo en los patios del templo de la piedra alzada (el benben) y en todos los otros edificios religiosos de Aketatón, la ciudad de la rectitud donde te regocijas. En sus centros se sirven las comidas. Tu hijo adorado pronuncia tus plegarias, oh Atón viviente en sus apariciones. Todos aquellos a los que has creado brincan de felicidad ante ti. Tu vulnerable hijo exulta, oh Atón viviente cada día gozoso en el cielo. Tu descendencia es tu hijo venerado, el único de Ra (el Faraón). El hijo de Ra no cesa de resaltar tu perfección, Nefer-keperuré, el único de Ra.
Yo soy tu hijo que te sirve y alaba en tu nombre. Tu poder y tu fuerza se mantienen firmes en mi corazón. Eres el Atón viviente cuyo símbolo perdura, tú has creado el cielo lejano para brillar en el mismo, con la intención de contemplar tu obra. Eres el Uno en el que se alojan un millón de vidas. Para mantenerlas vivas, insuflas el aliento de existencia en su nariz. Por la visión de tus rayos, todas las flores resplandecen de vida. Para mantenerlas vivas, insuflas el aliento de existencia en su nariz. Por la visión de tus rayos, todas las flores resplandecen de vida. Lo que existe y brota de la tierra cuando tú resplandeces. Satisface su sed al contemplarte, los rebaños triscan, las aves agitan gozosamente las alas en sus nidos. Las preparas para rezar al viviente Atón, su creador.

### La simplificación de los textos herméticos
Al leer todos estos himnos de Aketatón se aprecia una gran ingenuidad, como la demostración de apasionamiento de un hijo agradecido a los favores que recibe de su padre. Cada línea del texto es una simplicidad asombrosa, su mensaje no requiere ninguna interpretación, porque significa lo que contiene. Las gentes de Egipto estaban acostumbradas al hermetismo de los sacerdotes. Como la mayoría no sabía leer los jeroglíficos grabados o pintados, debían esperar que alguien lo hiciera por ellos. Sin embargo, cuando esto sucedía, su confusión era mayor al no haber entendido lo que escuchaban.
Hemos de resaltar que en Egipto existía una lengua vulgar, formada por una combinación de palabras propias y extranjeras que los obreros de los puertos, los marinos y los habitantes de las ciudades fronterizas preferían a la oficial. También se utilizaban unos escritos muy rudimentarios, en los que se incluían nada más que los sustantivos, que resultaba muy práctico para los truques clandestinos, ya que recurrir a un escriba oficial se consideraba bastante prohibitivo.
Una de las pretensiones de Akenatón fue la de enseñar al pueblo una lengua “vulgar”, prescindiendo de los jeroglíficos más complicados. Porque soñaba con extender su religión más allá de los límites de Egipto. Mientras esperaba la construcción de la ciudad de Atón, ya había comenzado a enviar escritos a los reyes aliados, en los que les proponía que adorasen al dios único.
En los Himnos de Akenatón no hay ninguna alusión negativa, faltan las amenazas, los presagios a la destrucción y toda esa cantinela aterradora en la que se apoyan tantas religiones para amedrentar a los pecadores. Supone una clara demostración de amor, una alusión a lo cotidiano, igual que si se estuviera dirigiendo a un campesino, a un ganadero a todos los seres humanos que mantenían un contacto permanente con la naturaleza, ya que de la misma dependían para sobrevivir. Pero sobre la naturaleza se hallaba Atón, el Sol, al que se describe como el creador de todo lo existente. Solo cuando se pone, surge una tibia amenaza con esas alusiones a “cada león sale de su caverna / todas las serpientes atacan. / Reina la oscuridad, enmudece el mundo…”Lo que se recomienda, implícitamente, es olvidarse de la noche, permanecer en las casas durmiendo y salir con el amanecer, cuando Atón vuelva a proteger todo lo creado por el mismo.

### Aceptación por parte de los egipcios
Algunos egipcios les ofrecen una respuesta a esta pregunta: “Existe una tendencia romántica a contemplar la sociedad formada en Aketatón como un paraíso bañado por el sol, en el que se obtenían dos cosechas anuales, la vida se desarrollaba plácidamente y todo transcurría muy cerca de lo que podría considerarse un paraíso. Invitan a ello las pinturas y esculturas localizadas, en las que aparecen una hermosa pareja real, unas princesas juguetonas y sanas y unos palacios aureolados por una fe gozosa que se beneficia de la protección de un dios lleno de amor. Por desgracia, todo ese esplendor solo era una fachada, debido a que la miseria, las desgracias y lo negativo quedaba oculto. Las imágenes que nos han sido legadas hemos de verlas como una especie de propaganda. Pero también contamos con los textos, lo que nos ha permitido conocer que la nueva religión fue rechazada por grandes sectores de la población…”
Esto es cierto. Las gentes más humildes habían fijado su atención en Osiris, divinidad a la que siguieron adorando en secreto. Pero su fe era muy parecida a la que hoy mantienen las poblaciones desempleadas, los que viven con pensiones reducidas o no se sienten bien definidos por el Estado. Lo que les preocupaba era subsistir diariamente, y la religión quedaba en un segundo término.
El pueblo egipcio aceptó a Atón porque se lo imponía su monarca, al que seguía considerando la representación de dios. Lo que salía de su boca debía ser obedecido sin someterlo a discusión. Otra cosa muy distinta era lo que cada uno hacía en su propia casa.
En las excavaciones arqueológicas realizadas en Tel al-Amarna (Aketatón) se han encontrado ciento de amuletos y pequeños objetos religiosos de otros dioses muy distintivos a Atón. Esto permite saber que algunos de los partidarios de la nueva religión no abandonaron, al menos en su intimidad, las viejas religiones. Varios de ellos siguieron llevando en público nombres que en su composición recordaban a los dioses prohibidos, sin que fueran obligados a cambiarlos.
Es posible que Aketatón se hubiera convenido de que su religión necesitaba más tiempo. La operación de masiva censura había producido unos frutos muy relativos. Lo mejor era esperar. -->

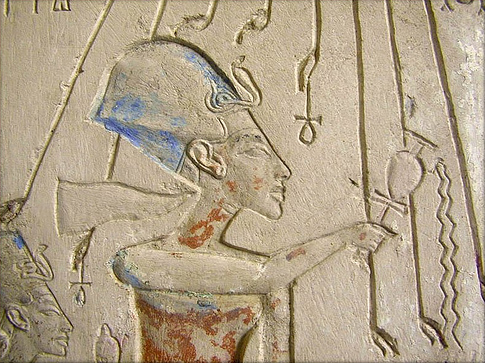
Akenatón y su familia ofrendando al dios solar Atón (estela encontrada en la tumba real). Museo Egipcio de El Cairo.

| i | t · n · N5 | \| \| | i | t · U15 · Aa13 | A40 |
|   |            |       |   |                |     |

|  |

| i | t · n · N5 | \| \| | i | t · U15 · Aa13 | A40 |
|   |            |       |   |                |     |

|  |